# Попов, Леонид Иванович
Леони́д Ива́нович Попо́в (род. 31 августа 1945, Александрия, Кировоградская область) — советский космонавт, дважды Герой Советского Союза, Герой Кубы, Герой Социалистической Республики Румыния, Герой Труда Вьетнама, Герой Венгерской Народной Республики. Лётчик-космонавт СССР (1980).
Командир экипажей космических кораблей (КК) и орбитальных научно-исследовательских комплексов: «Союз-35»-«Союз-37»-орбитальная станция (ОС) «Салют-6»; «Союз-40»-ОС «Салют-6»; «Союз Т-7»-ОС «Салют-7»-«Союз Т-5».

## Биография
Родился 31 августа 1945 года в городе Александрия Кировоградской области в семье служащего. Русский. Окончил среднюю школу.
В Советской Армии с 1964 года. В 1968 году окончил Черниговское высшее военное авиационное училище лётчиков. Служил лётчиком-истребителем в строевых частях ВВС СССР.
С 1970 года — в Отряде советских космонавтов. Прошёл полный курс общекосмической подготовки и подготовки к космическим полётам на КК типа «Союз» и ОС типа «Салют». В 1976 году без отрыва от работы в Центре подготовки космонавтов окончил Военно-воздушную академию имени Ю. А. Гагарина.
Член КПСС с 1971 года.
Совершил три полёта в космос в качестве командира корабля и пилотируемых орбитальных комплексов.
Первый полёт — с 9 апреля по 11 октября 1980 года совместно с бортинженером Валерием Викторовичем Рюминым на КК «Союз-35» и ОС «Салют-6». За время 185-суточного полёта на борту ОС «Салют-6» побывали четыре экспедиции посещения, три из которых — международные экипажи (с участием космонавтов Венгрии, Вьетнама, Кубы). Осуществлены стыковки с грузовыми КК: «Прогресс-8», «Прогресс-9», «Прогресс-10». Возвращение на Землю осуществлено на КК «Союз-37».
Указом Президиума Верховного Совета СССР от 11 октября 1980 года за мужество и героизм, проявленные в этом полёте, подполковнику Леониду Ивановичу Попову присвоено звание Героя Советского Союза с вручением ордена Ленина и медали «Золотая Звезда» (№ 11446).
С 14 по 22 мая 1981 года полковник Л. И. Попов возглавлял полёт советско-румынского международного экипажа совместно с космонавтом-исследователем гражданином Социалистической Республики Румыния Думитру Прунариу на КК «Союз-40» и орбитальном научно-исследовательском комплексе «Салют-6» — «Союз Т-4» — «Союз-40».
Указом Президиума Верховного Совета СССР от 22 мая 1981 года за успешное осуществление космического полёта и проявленные при этом мужество и героизм Леонид Иванович Попов награждён второй медалью «Золотая Звезда».
Третий космический полёт, совместно с бортинженером А. А. Серебровым и космонавтом-исследователем С. Е. Савицкой, Л. И. Попов выполнил с 19 по 27 августа 1982 года на КК «Союз Т-7» и орбитальном научно-исследовательском комплексе «Салют-7»-«Союз Т-5»-«Союз Т-7». Завершив полёты в космос, с 1982 по 1987 годы полковник Л. И. Попов являлся инструктором-космонавтом Центра подготовки космонавтов имени Ю. А. Гагарина.
Отчислен из отряда космонавтов 13 июня 1987 года в связи с поступлением в Военную академию Генерального штаба.
15 октября 1990 года полковнику Л. И. Попову было присвоено воинское звание «генерал-майор авиации».
С 24 июня 1989 года служил начальником 4-го управления Главного управления вооружений ВВС Министерства обороны СССР (с 1992 года Российской Федерации). С 22 июля 1993 года — начальник 3-го управления Главного управления заказов и поставок авиационной техники и вооружений ВВС. 11 ноября 1995 года приказом Министра обороны РФ № 01712 уволен в запас по возрасту.
Осуществляя общественную деятельность, возглавлял Правление общества «Россия-Румыния». Избирался депутатом Совета Союза Верховного Совета СССР 11-го созыва (1984—1989) от Тернопольской области. Живёт в Москве.

## Воинские звания
- Лейтенант (25.10.1968).
- Старший лейтенант (3.02.1971).
- Капитан (28.12.1972).
- Майор (1.08.1975).
- Подполковник (26.04.1978).
- Полковник (15.10.1980).
- Генерал-майор авиации (17.10.1990)

## Награды

### Высшие почётные звания
- Дважды Герой Советского Союза (11.10.1980, 22.05.1981):
- Герой Труда Вьетнама (Социалистическая Республика Вьетнам, 1980);
- Герой Венгерской Народной Республики (Венгерская Народная Республика, 1980);
- Герой Кубы (Куба, 1980);
- Герой Социалистической Республики Румыния (Социалистическая Республика Румыния, 1981).

### Ордена
- Три ордена Ленина (11.10.1980, 22.05.1981, 27.08.1982);
- орден Хо Ши Мина (СРВ, 1980);
- орден «Плайя Хирон» (Куба, 1980);
- орден Свободы I степени (Лаос, 1981);
- орден «Победа социализма» (Социалистическая Республика Румыния, 22.05.1981).

### Медали
- Медаль «За заслуги в освоении космоса» (12 апреля 2011 года) — за большие заслуги в области исследования, освоения и использования космического пространства, многолетнюю добросовестную работу, активную общественную деятельность[4];
- золотая медаль имени К. Э. Циолковского АН СССР;
- 10 юбилейных медалей.

### Почётные звания
- Заслуженный мастер спорта СССР;
- Заслуженный работник МВД;
- Лауреат Государственной премии Украинской ССР (1982).

## Признание заслуг
- Бюст Героя установлен на территории Черниговского ВВАУЛ, и на родине, в городе Александрия.
- Площадь Попова в Александрии.